# La Horqueta (Uruguay)
La Horqueta est une ville de l'Uruguay située dans le département de Colonia. Sa population est de 100 habitants.

## Population
| Année | Population |
| ----- | ---------- |
| 2004  | –          |
| 2011  | 100        |

Référence,: